# Маупити
Маупити (фр. Maupiti) — один из Подветренных островов архипелага Острова Общества во Французской Полинезии в Тихом океане, расположенный в 300 км к северо-западу от Таити и в 46 км к западу от Бора-Бора.

## География
Маупити представляет собой атолл с центральной горой вулканического происхождения и пятью довольно большими моту, охватывающими остров в основном с северной стороны. Площадь поверхности острова составляет приблизительно 11 км². Высшая точка поверхности центрального острова находится на высоте в 380 метров над уровнем моря.

## История
Точная дата заселения острова людьми судя по всему не известна, однако археологические находки с Маупити датируются приблизительно 850 годом нашей эры. Исторически Маупити сильно связан с Бора-Бора и какое то время находился под влиянием его правителей.
Первым европейцем, посетившим остров в 1722 году, считается голландец Якоб Роггевен.

## Административное деление
Острова Маупити, Мануаэ, Маупихаа и Моту-Оне образуют коммуну Маупити, которая входит в состав административного подразделения Подветренные острова.
| Остров или риф  | Площадь суши, км² | Площадь лагуны, км² | Население, чел. (2007) | Административный центр |
| --------------- | ----------------- | ------------------- | ---------------------- | ---------------------- |
| Маупити         | 11                | —                   | 1231                   | Ваинеа                 |
| Мануаэ          | 4                 | —                   | —                      | —                      |
| Маупихаа        | 2,6               | —                   | —                      | —                      |
| Моту-Оне        | 3                 | —                   | —                      | —                      |
| Коммуна Маупити | 20,6              | —                   | 1231                   | Ваинеа                 |

## Население
На острове проживает порядка 1231 человек, из которых 1192 (по состоянию на 2007 год) в городке Ваиеа.

## Экономика
Основная сфера деятельности местных жителей рыболовство и выращивание моринды лимонолистной. Некоторую роль в жизни острова играет туризм, однако такой популярности, какая достаётся острову Бора-Бора, Маупити никогда не переживал.
Сообщение между островами и моту осуществляется при помощи катеров. На восточном моту расположен небольшой аэродром.